# مقاطعة هواسون
مقاطعة هواسون هي إحدى مقاطعات مقاطعة جولا الجنوبية، كوريا الجنوبية.